# 49e cérémonie des British Academy Film Awards
Pour la cérémonie des BAFTAs récompensant la télévision, voir la 43e cérémonie des British Academy Television Awards.
La 49e cérémonie des British Academy Film Awards, organisée par la British Academy of Film and Television Arts, s'est déroulée le 23 avril 1996 et a récompensé les films sortis en 1995.

## Palmarès

### Meilleur film
- Raison et Sentiments (Sense and Sensibility)
  - Usual Suspects (The Usual Suspects)
  - Babe, le cochon devenu berger (Babe, the Galant Pig)
  - La Folie du roi George (The Madness of King George)

### Meilleur film britannique
Alexander Korda Award.
- La Folie du roi George (The Madness of King George)
  - Carrington
  - Land and Freedom
  - Trainspotting

### Meilleur réalisateur
David Lean Award.
- Michael Radford pour Le Facteur (Il postino)
  - Mel Gibson pour Braveheart
  - Ang Lee pour Raison et Sentiments (Sense and Sensibility)
  - Nicholas Hytner pour La Folie du roi George (The Madness of King George)

### Meilleur acteur
- Nigel Hawthorne pour le rôle du roi George III dans La Folie du roi George (The Madness of King George)
  - Nicolas Cage pour le rôle de Ben Sanderson dans Leaving Las Vegas
  - Jonathan Pryce pour le rôle de Lytton Strachey dans Carrington
  - Massimo Troisi pour le rôle de Mario Ruoppolo, le facteur dans Le Facteur (Il postino)

### Meilleure actrice
- Emma Thompson pour le rôle d'Elinor Dashwood dans Raison et Sentiments (Sense and Sensibility)
  - Nicole Kidman pour le rôle de Suzanne Stone Maretto dans Prête à tout (To Die For)
  - Helen Mirren pour le rôle de la reine Charlotte dans La Folie du roi George (The Madness of King George)
  - Elisabeth Shue pour le rôle de Sera dans Leaving Las Vegas

### Meilleur acteur dans un second rôle
- Tim Roth pour le rôle d'Archibald Cunningham dans Rob Roy
  - Ian Holm pour le rôle du docteur Willis dans La Folie du roi George (The Madness of King George)
  - Martin Landau pour le rôle de Béla Lugosi dans Ed Wood
  - Alan Rickman pour le rôle du colonel Christopher Brandon dans Raison et Sentiments (Sense and Sensibility)

### Meilleure actrice dans un second rôle
- Kate Winslet pour le rôle de Marianne Dashwood dans Raison et Sentiments (Sense and Sensibility)
  - Joan Allen pour le rôle de Pat Nixon dans Nixon
  - Mira Sorvino pour le rôle de Linda Ash dans Maudite Aphrodite (Mighty Aphrodite)
  - Elizabeth Spriggs pour le rôle de Mrs. Jenning dans Raison et Sentiments (Sense and Sensibility)

### Meilleur scénario original
- Usual Suspects (The Usual Suspects) – Christopher McQuarrie
  - Muriel (Muriel's Wedding) – P. J. Hogan
  - Coups de feu sur Broadway (Bullets Over Broadway) – Woody Allen et Douglas McGrath
  - Seven (Se7en) – Andrew Kevin Walker

### Meilleur scénario adapté
- Trainspotting – John Hodge
  - La Folie du roi George (The Madness of King George) – Alan Bennett
  - Leaving Las Vegas – Mike Figgis
  - Babe, le cochon devenu berger (Babe, the Galant Pig) – George Miller et Chris Noonan
  - Raison et Sentiments (Sense and Sensibility) – Emma Thompson
  - Le Facteur (Il postino) – Anna Pavignano, Michael Radford, Furio Scarpelli, Giacomo Scarpelli, Massimo Troisi

### Meilleure direction artistique
- Apollo 13 – Michael Corenblith (en)
  - Braveheart – Tom Sanders
  - Raison et Sentiments (Sense and Sensibility) – Luciana Arrighi
  - La Folie du roi George (The Madness of King George) – Ken Adam

### Meilleurs costumes
- Braveheart
  - Raison et Sentiments (Sense and Sensibility)
  - La Folie du roi George (The Madness of King George)
  - Le Don du roi (Restoration)

### Meilleurs maquillages et coiffures
- La Folie du roi George (The Madness of King George)
  - Braveheart
  - Ed Wood
  - Raison et Sentiments (Sense and Sensibility)

### Meilleure photographie
- Braveheart – John Toll
  - Apollo 13 – Dean Cundey
  - Raison et Sentiments (Sense and Sensibility) – Michael Coulter
  - La Folie du roi George (The Madness of King George) – Andrew Dunn

### Meilleur montage
- Usual Suspects (The Usual Suspects) – John Ottman
  - Apollo 13 – Mike Hill, Dan Hanley
  - La Folie du roi George (The Madness of King George) – Tariq Anwar
  - Babe, le cochon devenu berger (Babe, the Galant Pig) – Marcus D'Arcy, Jay Friedkin

### Meilleurs effets visuels
- Apollo 13
  - Waterworld
  - GoldenEye
  - Babe, le cochon devenu berger (Babe, the Galant Pig)

### Meilleur son
- Braveheart
  - La Folie du roi George (The Madness of King George)
  - GoldenEye
  - Apollo 13

### Meilleur film en langue étrangère
- Le Facteur (Il postino) •  Italie
  - Les Misérables •  France
  - La Reine Margot •  France
  - Soleil trompeur (Утомлённые солнцем) •  Russie/ France

### Meilleur court-métrage
- It's Not Unusual –  Asmaa Pirzada, Kfir Yefet 
  - The Last Post – Neris Thomas, Edward Blum
  - Hello Hello Hello – Helen Booth, James Roberts, David Thewlis
  - Cabbage – Noelle Pickford, David Stewart

### Meilleur court-métrage d'animation
- Rasé de près (A Close Shave) – Carla Shelly, Michael Rose, Nick Park
  - The Tickler Talks – Steve Harding-Hill
  - Achilles – Glen Holbertson, Barry Purves
  - Gogs Ogof – Deiniol Morris, Michael Mort

### Meilleure musique de film
Anthony Asquith Award.
- Le Facteur (Il postino) – Luis Enríquez Bacalov
  - Braveheart – James Horner
  - Raison et Sentiments (Sense and Sensibility) – Patrick Doyle
  - La Folie du roi George (The Madness of King George) – George Fenton

### Meilleure contribution au cinéma britannique
Michael Balcon Award.
- Mike Leigh

### Fellowship Award
Prix d'honneur de la BAFTA, récompense la réussite dans les différentes formes du cinéma.
- Jeanne Moreau
- Ronald Neame
- John Schlesinger
- Maggie Smith

## Récompenses et nominations multiples

### Nominations multiples
Films
 14  : La Folie du roi George
 12  : Raison et Sentiments
 7  : Braveheart
 5  : Le Facteur, Apollo 13
 4  : Babe, le cochon devenu berger
 3  : Leaving Las Vegas, Usual Suspects
 2  : Carrington, Ed Wood, GoldenEye, Trainspotting
Personnalités
 2  : Michael Radford

### Récompenses multiples
Légende : Nombre de récompenses/Nombre de nominations
Films
 3 / 5  : Le Facteur
 3 / 7  : Braveheart
 3 / 12  : Raison et Sentiments
 3 / 14  : La Folie du roi George
 2 / 3  : Usual Suspects
 2 / 5  : Apollo 13

### Les grands perdants
0 / 4  : Babe, le cochon devenu berger
 0 / 3  : Leaving Las Vegas